# Rajd na Pulę
Rajd na Pulę – rajd morski przeprowadzony 1 listopada 1918 roku przez dwóch oficerów Regia Marina. 
Celem rajdu było zadanie strat austro-węgierskiej flocie zacumowanej w zatoce w Puli. Austriacy przekazali całą flotę nowo powstałemu Państwu Słoweńców, Chorwatów i Serbów na kilka godzin przed rajdem. Nowym dowódcą floty został były oficer Kaiserliche und Königliche Kriegsmarine, Janko Vuković. Państwo Słoweńców, Chorwatów i Serbów ogłosiło neutralność i poinformowało o tym aliantów niedługo po przejęciu wojska 31 października. Jednak włoscy dywersanci nie zostali o tym poinformowani i wysadzili ładunki wybuchowe przy burcie okrętu flagowego „Viribus Unitis” (przemianowany na „Jugoslavija”), co spowodowało zatopienie okrętu i śmierć Vukovicia.